# Ozero Dubovets
Ozero Dubovets (ryska: Озеро Дубовец) är en sjö i Belarus.   Den ligger i voblasten Mahiljoŭs voblast, i den centrala delen av landet, 120 km sydost om huvudstaden Minsk. Ozero Dubovets ligger 139 meter över havet.
I omgivningarna runt Ozero Dubovets växer i huvudsak blandskog. Runt Ozero Dubovets är det glesbefolkat, med 12 invånare per kvadratkilometer.